# You Are (canción de Pearl Jam)
«You Are» es una canción de la banda Pearl Jam. 
Pertenece al disco Riot Act es el séptimo disco de estudio realizado por Pearl Jam, del 12 de noviembre de 2002. Producida por Adam Kasper y Pearl Jam, la letra fue escrita por Eddie Vedder y Matt Cameron, que fue originalmente el baterista de la banda Soundgarden.
«You Are» fue grabada en Space Studio, en Aurora. Muchos fanes consideran esta la mejor canción en el álbum; con la voz de Eddie Vedder diciendo: "El amor es una torre. Y tú eres la llave." ("Love is a tower. And you are the key".)